# Plen (sura)
Plen (arabsko Al-Anfal) je 8. sura (poglavje) v Koranu, ki jo sestavlja 75 ajatov (verzov). Je medinska sura.
Med opravljanjem molitve (salata oz. namaza) pri tej suri verniki opravijo 10 ruku'jev (priklonov).